# Brachyuromys ramirohitra
Brachyuromys ramirohitra is een zoogdier uit de familie van de Nesomyidae. De wetenschappelijke naam van de soort werd voor het eerst geldig gepubliceerd door Major in 1896.

## Voorkomen
De soort komt voor in het hoogland (ca. 900-1990 m) van het noorden en midden van Madagaskar.